# Nada Será Como Antes
Nada Será Como Antes é uma série de televisão brasileira produzida e exibida pela TV Globo entre 27 de setembro e 20 de dezembro de 2016, em 12 episódios. Criada por Guel Arraes e Jorge Furtado, é escrita pelos próprios com João Falcão e Mauro Wilson, tendo direção geral de Luisa Lima, direção de Isabella Teixeira, direção de fotografia de Walter Carvalho e direção artística de José Luiz Villamarim.
Conta com Débora Falabella, Murilo Benício, Daniel de Oliveira, Letícia Colin, Bruna Marquezine, Jesuita Barbosa, Osmar Prado e Cássia Kiss nos papéis principais.

## Produção
Com produção de textos iniciada em 2014, a produção estava prevista para ser gravada e exibida em 2015, mas acabou engavetada ainda em 2014. No ano seguinte, a produção é retomada com o anúncio de José Luiz Villamarim como diretor do projeto, até então nominado O País do Futuro. Em 2015, ocorre a troca do título para Nada Será Como Antes. A série contou com consultoria de Elmo Francfort e da Pró-TV,já que a emissora é uma das patronas do museu.
No Rio de Janeiro foram gravadas cenas no Palácio Tiradentes, Urca, Flamengo, Copacabana e no município de Vassouras.

### Escolha do elenco
Vladimir Brichta foi convidado para interpretar o protagonista em 2014, porém Tapas & Beijos foi renovado para a quinta temporada e ele teve que desistir do papel – na ocasião Nada Será como Antes estrearia em 2015. Mateus Solano foi convidado na sequência, mas preferiu aceitar o antagonista de Liberdade, Liberdade, antecessora do seriado. Com o adiamento para 2016, Vladimir Brichta voltou a ser chamado para o papel, embora tenha pedido para não retornar à televisão tão cedo para descansar sua imagem e Murilo Benício assumiu o papel. Sophie Charlotte chegou a ser confirmada como Beatriz, fazendo par com seu marido Daniel de Oliveira, no entanto a atriz descobriu estar grávida e teve que deixar o elenco, sendo substituída por Bruna Marquezine. Convidado para interpretar Péricles, Lázaro Ramos recusou o papel quando seu seriado Mister Brau foi aprovado para entrar no ar. Jesuíta Barbosa e Chay Suede fizeram os testes para interpretar Davi, sendo que o primeiro ficou com o papel.

## Enredo
Em 1951, cansado da polarização das rádios e de olho no progresso tecnológico internacional, Saulo (Murilo Benício) e Otaviano (Daniel de Oliveira) se juntam para inaugurar a primeira emissora de televisão brasileira, a TV Guanabara. Saulo vive um romance controverso com a estrela de rádio Verônica (Débora Falabella), uma mulher julgada por todos por ser desquitada e que, apesar de amar o empresário, mantém um caso com Richard (David Wendefilm), e posteriormente com seu parceiro de trabalho Péricles (Fabrício Boliveira). Já Otaviano e sua irmã Júlia (Leticia Colin), noiva de Vitor (Igor Angelkorte), se envolvem ao mesmo tempo com a dançarina e aspirante à atriz Beatriz (Bruna Marquezine), que ninguém imagina que está seduzindo os dois para se vingar do pai deles, Pompeu (Osmar Prado), o assassino de sua mãe, Odete (Cássia Kis). Além disso, Beatriz também se envolve com o músico Davi (Jesuíta Barbosa), que se torna obcecado por ela.
Laura (Greta Antoine) se interessa por Saulo e tenta seduzi-lo de toda forma, sem imaginar que é filha dele, fruto de um antigo caso com Carmem (Virginia Cavendish). Já o roteirista da TV Guanabara, Aristides (Bruno Garcia) vive um romance proibido com Rodolfo (Alejandro Claveaux), o maior galã da emissora, que apesar de ser gay tenta esconder o fato de todos por ser absurdo para a época.

## Elenco
| Intérprete         | Personagem                    |
| ------------------ | ----------------------------- |
| Débora Falabella   | Verônica Maia Ribeiro         |
| Murilo Benício     | Saulo Maia Ribeiro            |
| Daniel de Oliveira | Otaviano Azevedo Queiroz      |
| Leticia Colin      | Júlia Azevedo Queiroz         |
| Bruna Marquezine   | Beatriz dos Santos            |
| Jesuíta Barbosa    | Davi Fontes                   |
| Cássia Kiss        | Odete dos Santos              |
| Osmar Prado        | Pompeu Azevedo Queiróz        |
| Bruno Garcia       | Aristides                     |
| Alejandro Claveaux | Rodolfo do Vale               |
| Greta Antoine      | Laura Veiga                   |
| Virginia Cavendish | Carmem Veiga                  |
| David Wendefilm    | Richard Patton                |
| Fabrício Boliveira | Péricles Gonçalves            |
| Igor Angelkorte    | Vitor Chagas                  |
| Daniel Boaventura  | Heitor Carvalho Rocha         |
| Susana Ribeiro     | Maria de Lourdes Maia / Hilda |
| Antônio Fábio      | Ernesto Maia                  |
| Edmílson Barros    | Armando                       |
| Gabriel Stauffer   | Flávio                        |
| Pedro Brício       | Murillo                       |
| Camilo Lelis       | Orelha                        |
| Jeadson Bahia      | Tennesse                      |
| Isabela Dragão     | Nicinha                       |
| Bernardo Berruzeo  | Thiago Maia                   |

### Participações especiais
| Intérprete       | Personagem   |
| ---------------- | ------------ |
| Cassiano Ricardo | Dr. Silveira |
| Rita Elmôr       | Marta        |
| Roberto Frota    | Marechal     |
| Clarice Niskier  | Sílvia       |
| Altair Rodrigues | Ary Coutinho |
| Ludmila Brandão  | Sussú        |
| César Mello      | Rony Soul    |
| Ivan Vellame     | Cajá         |
| Darília Oliveira | Miriam       |
| Nicolas Bauer    | Pierre       |
| Renato Gommes    | Júnior       |
| Leo Wainer       | Francisco    |
| Gabi Costa       | Miriam       |
| Júlia Marini     | Rose         |
| Sarito Rodrigues | Sarita       |
| Dani Antunes     | Daisy        |
| Eduardo Chagas   | Nelson       |
| Eduardo Salles   | Clóvis       |
| Iza              | Cantora      |

## Trilha Sonora
A série conta com as seguintes canções:
- "Try A Little Tenderness", Cássia Eller (Abertura)
- "Só Louco", Dorival Caymmi
- "Só Louco" (Segunda Versão), Gal Costa
- "Banda de Baile", Marcos Romero
- "Baby I'm A Fool", Melody Gardot
- "Chicago", Steve Marvim
- "Fly Me To The Moon", Eduardo Queiroz e Isabela Lima
- "Little Girl Blue", Diana Krall
- "Litle Girl Blue" (Segunda Versão), Laura Mvula
- "Quizas Quizas", Maysa
- "Swanee River", Dick Farney
- "Toda Vez Que Eu Digo Adeus" (Ev'y Time We Say Goodbye) Elenco

## Repercussão

### Recepção da crítica
Escrevendo sua crítica para o Recreio Brasil, Santos disse que "Nada Será Como Antes se destaca por causa de personagens, história e aspectos de época, mas não empolga." Caio Coletti do Observatório do Cinema disse que a Globo fez uma aposta segura, porém em um "melodrama batido".

### Acusação de plágio
Dias antes da estreia, a emissora foi acusada de plagiar a peça Caros Amigos, que tinha como enredo a história das radionovelas e da televisão, um romance do chefe com a mocinha, um vilão que interfere no andamento da trama e um ator que perde espaço na TV por sua imagem não combinar com a sua voz. A TV Globo negou que houvesse plágio, e sim uma mera coincidência.

### Vazamento
Em 3 de outubro de 2016 vazou um vídeo com uma cena da produção onde aparece Bruna Marquezine nua com Daniel de Oliveira. No dia seguinte, a TV Globo pediu que o vídeo fosse retirado de alguns websites e notificou que iria tomar medidas judiciais para punir os responsáveis. Este tipo de "vazamento" foi apontado como uma estratégia de marketing para promover a minissérie. Mesmo assim o episódio exibido após a polêmica registrou queda na audiência.

### Exibição Especial
A série foi reexibida na madrugada de 19 para 20 de setembro de 2020 na faixa de filmes Supercine em formato de longa-metragem, fazendo parte do especial relacionado aos 70 anos da televisão brasileira.